# 베이징 셰허 의원

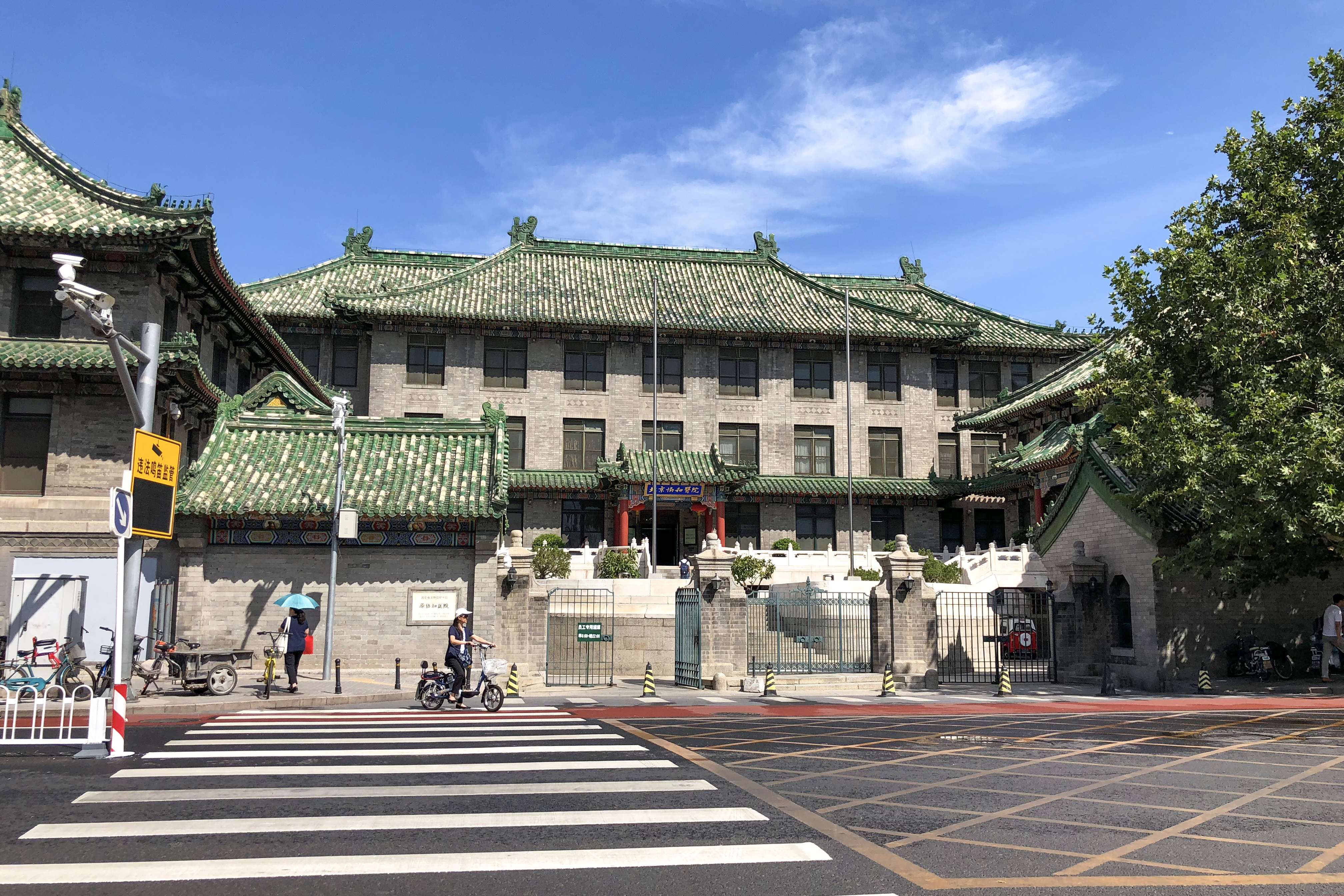
베이징 셰허 의원 구 청사

베이징 셰허 의원(중국어 간체자: 北京协和医院, 병음: 北京協和醫院, 영어: Peking Union Medical College Hospital)은 중국 베이징시 둥청구에 위치한 병원이다. 베이징 셰허 의학원 소속 임상 병원으로서 의료, 과학 연구, 교육을 총괄하는 대형 종합 3급 갑(甲) 병원이다. 1,800개의 병상을 보유하고 있다.
1921년에 베이징 셰허 의학원이 미국의 록펠러 재단과의 지원을 통해 설립했으며 문화 대혁명 시기에는 제국주의에 반대한다는 의미를 가진 "판디 의원"(反帝醫院)이라고 부르기도 했다. 중국 의학과학원 임상의학연구소와 함께 중화인민공화국 위생부에서 지정한 난치성 중증 치료 전담 기술 지도 센터 가운데 한 곳이기도 하다. 베이징 셰허 의원은 중국에서 최초로 외빈의 의료 임무를 담당한 병원으로서 고급 간부·외빈 전용 진찰부, 특수 병원을 따로 두고 있다. 2006년 7월 28일에는 중국 올림픽 위원회로부터 국가대표 선수 의료 서비스 전담 병원으로 지정되었다.